# William Leggo

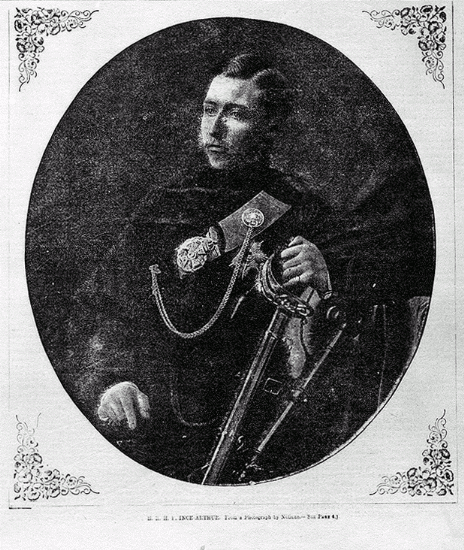
Prince Arthur, première photographie imprimée par le procédé de Leggo, Canadian Illustrated News, 1869.

William Augustus Leggo, né le 25 janvier 1830 à Québec, mort le 21 juillet 1915 à Lachute (Canada), fut un inventeur, graveur, photographe et homme d'affaires canadien.

## Biographie

### Jeunesse et formation
Fils d'un maître imprimeur, William Leggo nait le 25 janvier 1830 à Québec,. Il apprend le métier de graveur auprès de son père, dans l'atelier familial. En 1848, il est apprenti chez le graveur Cyrus A. Swett à Boston, au même moment que le canadien John Henry Walker. Il est notamment l'un des inventeurs de la technique de reproduction photochimique, également connue sous le nom de leggotypie, et le concepteur de la reproduction photographique, nommé photographie grenée (granular photography).

### Carrière
Le leggotype, ou leggotypie, est breveté en 1865 à la suite de la demande soumise conjointement par William Leggo et George Édouard Desbarrats. Cette technologie produit cliché en relief, réalisé à partir d’une photographie avec une gravure à l’acide. Il ne restitue pas les demi-teintes.  
En 1869, Leggo dépose une seconde demande de brevet pour la photographie grenée ou granulaire, qui deviendra plus tard la similigravure universellement employée. Cette technique projette la photographie à travers deux plaques de verre striées de lignes parallèles et disposés perpendiculairement, formant un quadrillage. L’image est décomposée en points aux contours flous, de dimensions proportionnelles à l’intensité lumineuse. La plaque ainsi insolée est gravée, le flou des contours disparaît et le résultat est une image tramée formée de points minuscules noir sur blanc, mais qui donnent optiquement la vision des demi-teintes. Le principe de la trame sera repris bien plus tard par l’Américain Frederic Eugene Ives. En bref, les inventions de Leggo permettent d'imprimer les photographies en même temps que le texte, sans devoir en faire des gravures au préalable. 
En 1868, il fonde, avec le soutien financier et technique de George-Édouard Desbarats, la Leggo and Company de laquelle naîtra le périodique Canadian Illustrated News qui représenta la première photographie grenée en 1871.
En 1872, Desbarrats et Leggo poursuivent leur collaboration en fondant The Daily Graphic à New York.

### Fin de vie
William Leggo décède le 21 juillet 1915 à Lachute.